# Танат (Жанасемейський район)
Тана́т (каз. Таңат) — село у складі Жанасемейського району Абайської області Казахстану. Входить до складу Акбулацького сільського округу.
Населення — 71 особа (2021; 155 у 2009, 123 у 1999).